# Cophixalus exiguus
Cophixalus exiguus – gatunek płaza bezogonowego z rodziny wąskopyskowatych (Microhylidae).

## Morfologia
Grzbiet Cophixalus exiguus jest brązowy lub szaro-brązowy, czasem z pasem wzdłuż kręgosłupa i czarną plamką pomiędzy uchem i przedramieniem. Brzuszna strona ciała jest jasna, często z brązowymi elementami. Skóra jest gładka. Pomiędzy palcami nie występuje błona pławna. Samce osiągają długość od 14 do 16 mm, a samice od 16 do 19 mm.

## Występowanie
Jest to gatunek endemiczny dla Australii. Występuje wyłącznie w okolicy miejscowości Cooktown w północno-wschodniej części stanu Queensland.

## Status
Jest to gatunek bardzo liczny na swoim niewielkim zasięgu występowania. Liczebność populacji utrzymuje się mniej więcej na stałym poziomie w długich odstępach czasu. Do głównych zagrożeń dla jego rozwoju zalicza się duży napływ turystów do obszaru chronionego, w którym on występuje – Eastern Kuku Yalanji Indigenous Protected Area.